# 永山武臣
永山 武臣（ながやま たけおみ、1925年（大正14年）8月30日 - 2006年（平成18年）12月13日）は、日本の実業家。松竹社長・会長を歴任した。

## 経歴・人物

### 生まれや学歴など
東京出身。屯田兵設立の功労者である男爵永山武四郎の孫。息子はフジテレビプロデューサーの永山耕三。
学習院初等科から高等科 (旧制) を卒業。
京都帝国大学経済学部へ入学し、1948年（昭和23年）3月に京都大学経済学部を卒業した。
2006年（平成18年）12月13日午前7時48分、急性白血病のため都内の病院で死去。享年81歳。墓所は多磨霊園

### 松竹入社と歌舞伎への関わり
大学在学中の1947年（昭和22年）10月に松竹に入社し、東京劇場監事室に配属された。
1951年（昭和26年）1月の東京・歌舞伎座の再開と同時にその監事室に配属され、松竹創業者の一人である大谷竹次郎の下で、同年に上演された「源氏物語」（9代目市川海老蔵（後の11代目市川團十郎）や7代目尾上梅幸、2代目尾上松緑ら）や6代目中村歌右衛門襲名披露興行など第2次世界大戦後初期の歌舞伎の代表的な公演に関わることになった。
1953年（昭和28年）12月に歌舞伎座で上演した「地獄変」（芥川龍之介原作）は、学習院初等科時代からの友人であった三島由紀夫に依頼して歌舞伎化をしたもので、「三島歌舞伎」と呼ばれるものの第1作となった。
1958年（昭和33年）7月に演劇部へ異動してプロデューサーとなり、正式に製作を担当するようになった。
歌舞伎の海外上演に早くから取り組み、1960年（昭和35年）に第1回の米国公演を行ったのを皮切りに、翌年の1961年（昭和36年）にソビエト連邦共和国公演を行うなど 1960年代からを海外へ紹介して国際化を進めた。松竹は永山の存命中に33ヶ国・延べ56回の歌舞伎海外公演を行ったが、そのうちの41公演に同行して陣頭指揮を執った。
また、国内でも東京・渋谷のシアターコクーンの「コクーン歌舞伎」のほかにも、野田秀樹の「野田歌舞伎」や蜷川幸雄の「NINAGAWA十二夜」など現代演劇の演出家を起用した新たな「歌舞伎」にも挑戦させた。
こうした新たな取り組みの一方で、6代目中村歌右衛門達と共に古典歌舞伎の充実を図った。
また、歌舞伎俳優の大名跡の襲名を相次いで仕掛け、7代目尾上菊五郎（1973年（昭和48年）） や「高麗屋三代」（1981年（昭和56年））、12代目市川團十郎（1985年（昭和60年））、11代目市川海老蔵、4代目坂田藤十郎、18代目中村勘三郎などの襲名披露興行を指揮した。
さらに、1990年（平成2年）8月に歌舞伎座で納涼歌舞伎を復活させたのを皮切りに、歌舞伎座を年間を通して歌舞伎上演を行う専用劇場化した。

### 演劇全般から経営陣へ
1966年（昭和41年）11月に演劇部長になり、1967年（昭和42年）10月に 42歳で演劇担当取締役に就任した。
そのため、歌舞伎以外だけでなく、1969年（昭和44年）にロック・ミュージカル「ヘアー」を上演したほか、1982年（昭和57年）には「アマデウス」の日本初演なども手がけるなど、ミュージカルや翻訳劇にも手を広げ、新派や松竹新喜劇まで含めた幅広い分野の演劇の製作・興行に携わるようになった。
このように一貫して演劇畑を歩みながらも、1984年（昭和59年）5月に社長、1991年（平成3年）5月に会長に就任するなど松竹の経営陣の頂点に上り詰めた。

## 褒章・公職
1986年（昭和61年）に藍綬褒章を受章したのを皮切りに、1987年（昭和62年）に「真山青果賞」、1990年（平成2年）にパリ市ヴェルメーユ章と菊池寛賞、1995年（平成7年）に文化功労者、1999年（平成11年）にレジオン・ドヌール勲章シュバリエ章と相次いで褒賞されている。
1998年（平成10年）からユネスコの外郭団体である公益社団法人国際演劇協会日本センターの会長を務めた。
永山の死後、彼の演劇界に於ける功労を多として、日本政府は永山武臣を従三位に叙し、旭日大綬章を授けた。

## 著書（監修）
- 『歌舞伎五十年 私の履歴書』 日本経済新聞社、1995年11月。ISBN 978-4532161781
- 『歌舞伎名セリフ集 上・中・下巻 新潮CDブック』 新潮社、1998年10月30日。ISBN 上巻:978-4-10-780601-7・中巻:978-4-10-780602-4・下巻: 978-4-10-780603-1
- 『松竹百十年史』 松竹、2006年2月。